# Шакиров, Рифхат Мидхатович
Рифхат Мидхатович Шакиров (род. 3 мая 1945) — российский строитель, учёный, депутат Государственной думы третьего созыва, доктор технических наук.

## Биография
Родился 3 мая 1945 года в семье директора завода геофизприборов в Уфе. В 1969 году отец Мидхат Закирович стал 1-м секретарём Башкирского обкома КПСС. Мать Шакирова Ляля Гимрановна (1921—2000) родила двух дочерей и одного сына. Основной вид деятельности-садоводство (1957—1986).
В 1967 г. окончил нефтехимический факультет Уфимского нефтяного института по специальности «Проектирование и эксплуатация газонефтепроводов, газохранилищ и нефтебаз». Работал мастером, прорабом, начальником участка, главным инженером СМУ, заместителем и первым заместителем по производству начальника Главвостоктрубопроводстроя Миннефтегазстроя СССР. Непосредственно участвовал в сооружении газонефтепроводов: Средняя Азия — Центр (I и II очереди), Ухта — Торжок, Северные районы Тюменской области — Урал (II и III очереди), Пунга — Вуктыл (I. II и III очереди), Узень — Гурьев — Куйбышев, Уренгой — Центр (I и II очереди), Уренгой — Новопсков и др.; также в обустройстве нефтегазовых месторождений в Средней Азии и Западной Сибири и других крупнейших объектов нефтяной и газовой промышленности. Участвовал в строительстве вантового моста через Амударью, на трассе газопровода из Афганистана и продуктопроводов в Нигерии.
С 1986 г. работает генеральным директором научно-исследовательского института отрасли, преобразованного в дальнейшем в Инжиниринговую нефтегазовую компанию — Всероссийский научно-исследовательский институт по строительству и эксплуатации трубопроводов, объектов ТЭК (АО ВНИИСТ), президентом которой становится.
В 1982 г. окончил Академию народного хозяйства СССР.
Доктор технических наук, профессор. Специализируется по организации управления производством. Опубликовал более 200 статей и монографий, автор 96 изобретений.
Председатель специализированного учёного совета по защите кандидатских диссертаций ВНИИСТА (1991—1999). С 1988 года, член международного общества по шельфовому и полярному инжинирингу (ISOPE); Американского общества инженеров-механиков (OMAE).
Награждён орденами Трудового Красного знамени, Дружбы, Знак Почёта, медалями «За трудовую доблесть», 850-летие Москвы, Заслуженный строитель РСФСР и Башкирской АССР. Отмечен медалями и Почётными знаками газовой и нефтяной промышленности.
19 декабря 1999 г. избирался депутатом Государственной Думы Федерального Собрания Российской Федерации третьего созыва.